# Herz-Jesu-Kirche (Sangerhausen)

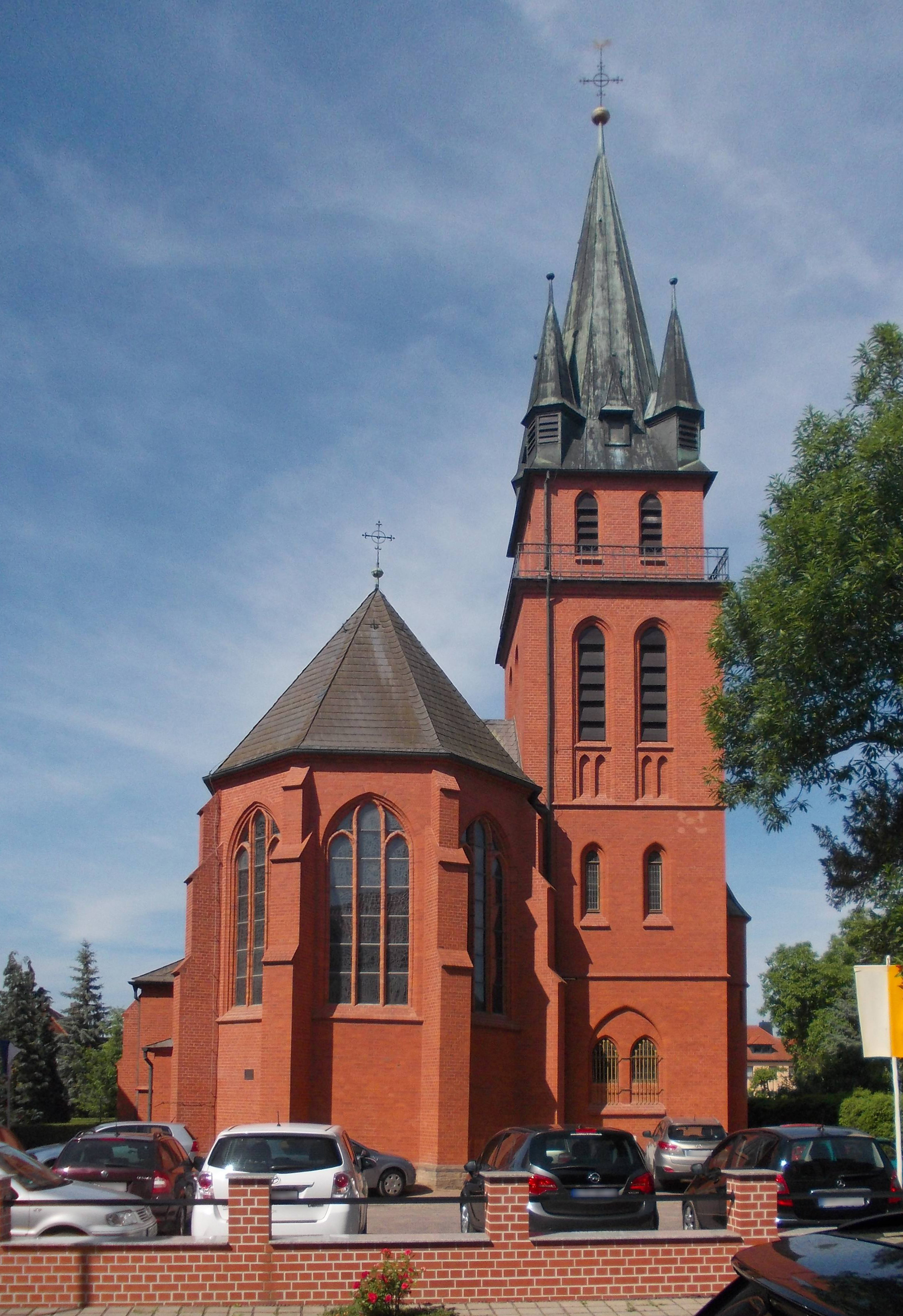
Außenansicht der Herz-Jesu-Kirche, Blick auf Chor und Kirchturm

Die Herz-Jesu-Kirche in Sangerhausen ist eine römisch-katholische Backsteinkirche im neugotischen Stil, die 1894 geweiht wurde. Die nach dem Heiligsten Herz Jesu benannte Pfarrkirche ist die westlichste Kirche im Dekanat Merseburg des Bistums Magdeburg.
Die Kirche und ihr Pfarrhaus stehen als Baudenkmale unter Denkmalschutz, die Kirche enthält Glasmalereien von Charles Crodel von 1961 (drei Chorfenster, zwei Seitenfenster und ein Rundfenster in der St.-Jutta-Kapelle).

## Geschichte
Nach dem Tod Georg des Bärtigen, Herzog des albertinischen Sachsens, im Jahre 1539 führte sein Bruder Heinrich in seinem Herrschaftsgebiet die Reformation ein. Dadurch wurde Sangerhausen, das damals zum Bistum Halberstadt gehörte, evangelisch-lutherisch.
Im Zuge der Industrialisierung ließen sich von Mitte des 19. Jahrhunderts an wieder Katholiken in Sangerhausen nieder, sie gehörten zunächst zur 1859 errichteten Missionsgemeinde Eisleben.
Am 29. Mai 1860, dem Dienstag nach Pfingsten, wurde in Sangerhausen die erste bekannte Heilige Messe seit der Reformation gefeiert, sie fand in der evangelisch-lutherischen Jacobikirche statt. 1861 erfolgte die Renovierung der Marienkirche, welche 1862 für katholische Gottesdienste gepachtet wurde.
1864 erfolgte die Errichtung der Missionspfarrei Sangerhausen als Vikarie von Eisleben. Am 24. März 1864 wurde mit dem Seminarpriester Julius Albers der erste ortsansässige Seelsorger für Sangerhausen ernannt, seine Einführung in Sangerhausen fand am 12. April 1864 statt. Von 1864 an wurden in Sangerhausen auch katholische Kirchenbücher geführt, in diesem Jahr wurde in Sangerhausen auch eine katholische Schule eröffnet.

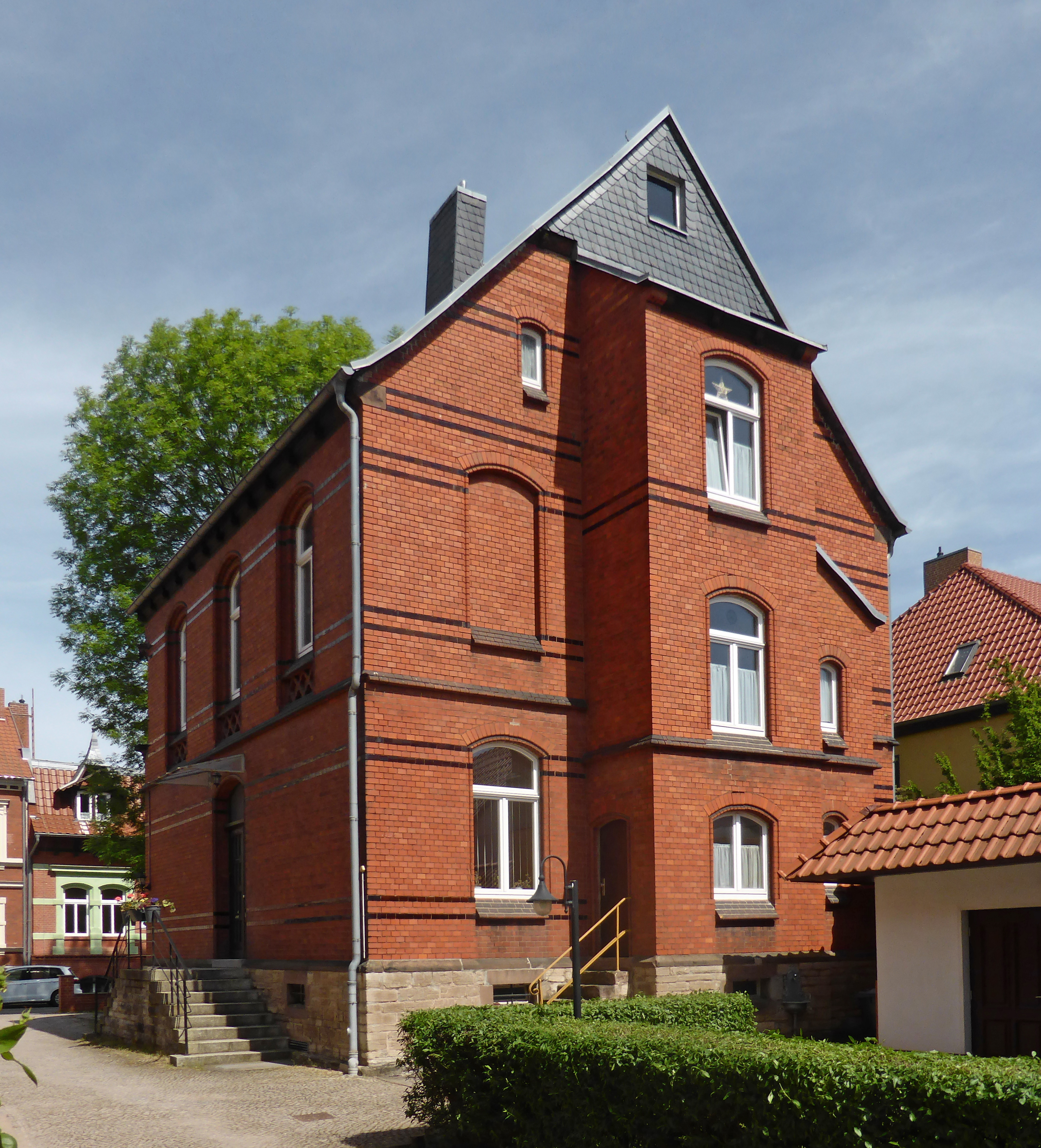
Pfarrhaus

In den 1880er Jahren bemühte sich die Missionspfarrei Sangerhausen um den Erwerb der Marienkirche oder den Ankauf eines Grundstücks für einen Kirchenneubau. 1891 konnte das Baugrundstück an der Mogkstraße erworben werden, und noch im gleichen Jahr erstellte Arnold Güldenpfennig die Baupläne. 1891/92 wurde zunächst das Pfarrhaus erbaut, zuvor wohnten die Seelsorger in Sangerhausen zur Miete. Am 29. September 1892 erfolgte die Grundsteinlegung für die Herz-Jesu-Kirche, zu diesem Zeitpunkt gehörten rund 700 Katholiken zur Missionspfarrei Sangerhausen. Bereits am 13. Dezember 1892 wurde das Richtfest gefeiert. Am 19. August 1893 folgte die Bauabnahme der inzwischen fertiggestellten Kirche, die am 20. August 1893 durch Dechant Johannes Schulte aus Weißenfels ihre Benediktion erhielt. Am 29. Mai 1894 folgte die bischöfliche Kirchweihe durch Hubert Theophil Simar, Bischof des Bistums Paderborn, zu dem Sangerhausen damals gehörte. Zwei Tage später weihte Simar die Kirche Unbefleckte Empfängnis in Hettstedt, einen weiteren Tag später die Kirche St. Joseph in Klostermansfeld.
Die erste Orgel wurde aus der Marienkirche in die Herz-Jesu-Kirche umgesetzt. Eine neue Orgel, angefertigt durch die Gebr. Krell aus Duderstadt, bekam die Kirche im Jahr 1905. Das Instrument hatte 14 Register auf zwei Manualwerken und Pedal. Die beiden größten der drei 1893 von Petit & Gebr. Edelbrock gegossen Kirchenglocken, St. Augustinus und St. Josef, mussten 1917 für Kriegszwecke abgegeben werden und konnten nach der wirtschaftlich schwierigen Zeit der 1920er Jahre erst 1930 wieder ersetzt werden, mussten jedoch 1942 wieder für Kriegszwecke abgegeben werden. Nur die kleine Mathildisglocke überstand die beiden Weltkriege. 1957 bekam die Kirche abermals neue Glocken.

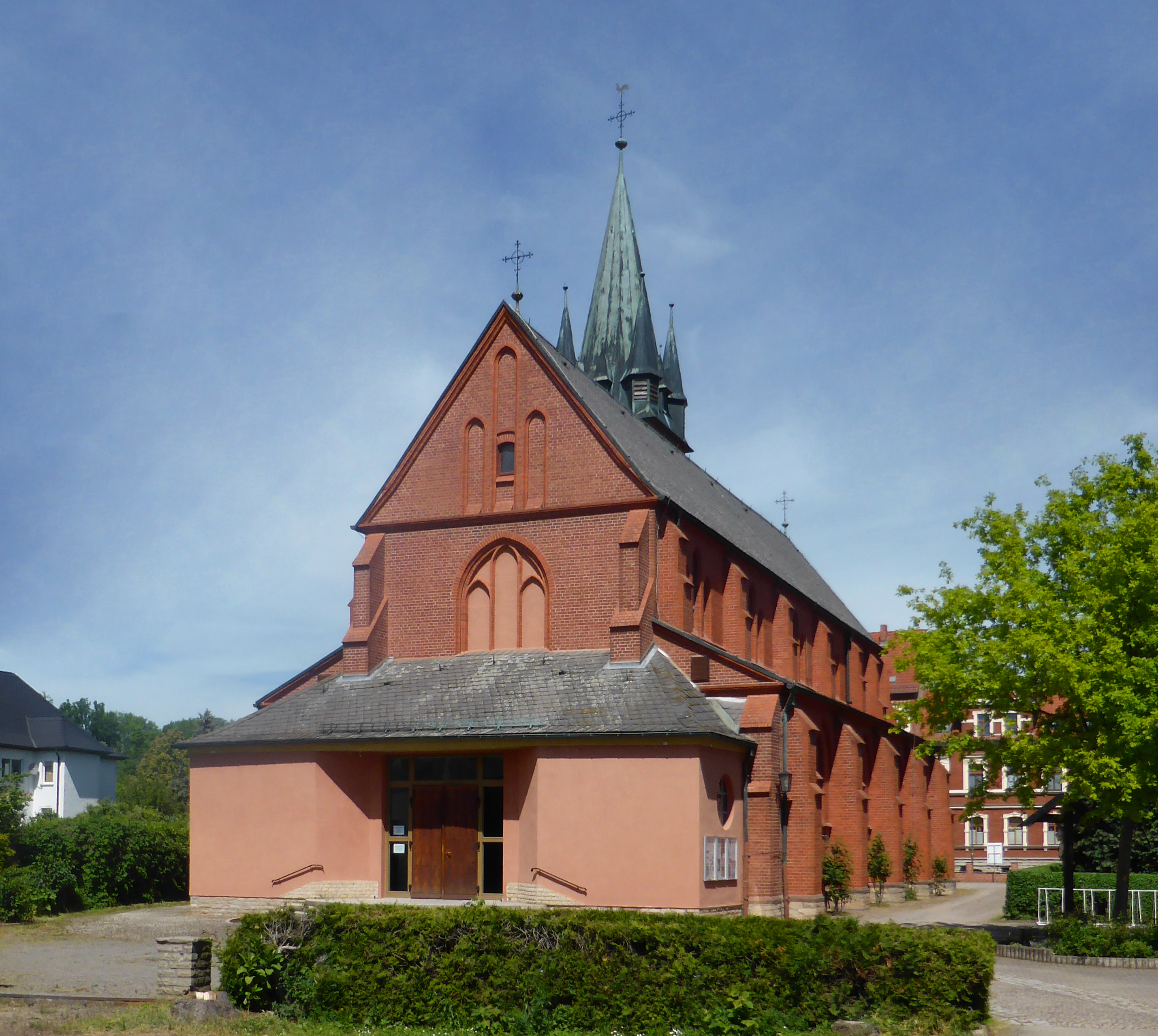
Herz-Jesu-Kirche mit Vorbau von 1961

1961 bekam das Hauptportal an der Westseite einen Vorbau, der unter anderem eine Taufkapelle umfasste. Anfang der 1960er Jahre wurden auch eine neue Orgelempore eingebaut und der Altarraum umgestaltet, ein neuer Altar wurde am 20. Februar 1963 von Weihbischof Friedrich Maria Rintelen geweiht. 1976 folgte der Einbau einer neuen Orgel, die am 23. Mai 1976 geweiht wurde.

### Renovierung 2007
2007 wurde die Herz-Jesu-Kirche umfassend renoviert und neu gestaltet. Dies betraf den Altarraum, das Kirchenschiff und die Außenfassade. Künstlerisch wurden der Altar, der Ambo und die Stele des Tabernakels erneuert. Hierbei wurde vorhandenes Material neu gestaltet. Die drei Chorfenster wurden saniert und durch eine zusätzliche Glasschicht geschützt. Der gesamte Innenputz wurde durch eine neue Schicht ersetzt und die ursprüngliche Farbgebung des Innenraums wiederhergestellt. Die ehemalige Taufkapelle von 1961 wurde zur St.-Jutta-Kapelle umgebaut. Am 23. Dezember 2007 wurde die Kirche durch Bischof Gerhard Feige wieder eingeweiht.

### Gemeinde
Am 15. April 1900, dem Ostersonntag, wurde die Errichtungsurkunde der Pfarrei Sangerhausen bekanntgegeben. Damit wurde durch ein Schreiben aus Paderborn die bisherige Missionspfarrei Sangerhausen zur ordentlichen Pfarrei erhoben.
1908 wurde die Pfarrei Sangerhausen dem neugegründeten Dekanat Eisleben angeschlossen, 1909 gehörten zur Pfarrei Sangerhausen rund 1100 Katholiken.
Das Preußenkonkordat vom 14. April 1929, durch die Bulle Pastoralis officii nostri vom 13. August 1930 in Vollzug gesetzt, errichtete die Mitteldeutsche Kirchenprovinz. Das Bistum Paderborn stieg dadurch zum Erzbistum und zum Metropolitansitz der mitteldeutschen Kirchenprovinz auf. Zugleich kam der vom Geistlichen Gericht Erfurt abgetrennte Regierungsbezirk Merseburg mit dem Dekanat Eisleben, zu dem auch die Herz-Jesu-Kirche in Sangerhausen gehörte, an das nunmehrige Erzbischöfliche Kommissariat Magdeburg.
Durch die Flucht und Vertreibung Deutscher aus Mittel- und Osteuropa stieg ab 1945 die Zahl der Katholiken in der Pfarrei Sangerhausen auf rund 10.000 an. Es kam zur Gründung mehrerer Tochtergemeinden, darunter 1947 der Kuratien Blankenheim, Breitenbach/Harz und Roßla/Harz, 1948 der Kuratie Brücken und 1950 der Kuratie Wippra. Bis 1955 sank die Zahl der Katholiken in der Pfarrei Sangerhausen wieder auf rund 4200 ab, weil viele der Heimatvertriebenen nach Westdeutschland weitergezogen waren.
1994 wurde das Bistum Magdeburg gegründet, dem die Kirche bis heute angehört.
Am 1. Juli 2006 wurde der Gemeindeverbund Sangerhausen – Allstedt – Rossla – Stolberg – Wippra errichtet. Damals gehörten zur Pfarrei Sangerhausen rund 1630 Katholiken.
Am 1. Juni 2007 wurde die Stadt Stolberg (Harz) aus der Pfarrei St. Josef (Blankenburg) ausgegliedert und in die Pfarrei Herz Jesu (Sangerhausen) eingegliedert. Dadurch gelangte auch die 1962 geweihte katholische Kapelle in Stolberg in die Pfarrei Sangerhausen.
Das Dekanat Eisleben wurde zum 1. Januar 2009 wieder aufgelöst und die Pfarrei Sangerhausen dem neugegründeten Dekanat Merseburg angeschlossen, zu dem sie bis heute gehört.
Aus dem Gemeindeverbund Herz Jesu, welcher aus den Kirchengemeinden Sangerhausen, Allstedt, Roßla und Stolberg bestand, ging am 2. Mai 2010 die katholische Pfarrei St. Jutta hervor, deren Hauptkirche die Herz-Jesu-Kirche ist und die den Namen der seligen Jutta von Sangerhausen trägt. Neben der Herz-Jesu-Kirche in Sangerhausen gehören zur Pfarrei St. Jutta heute auch die Kapellen in Allstedt (St. Wiegbert), Roßla und Stolberg (St. Johannes der Täufer). Die Kapelle (St. Simon Stylites) in Wippra wurde profaniert. 2019, im Jahr des 125-jährigen Kirchweihjubiläums, gehörten rund 1500 Katholiken zur Pfarrei St. Jutta.

## Lage, Architektur und Ausstattung

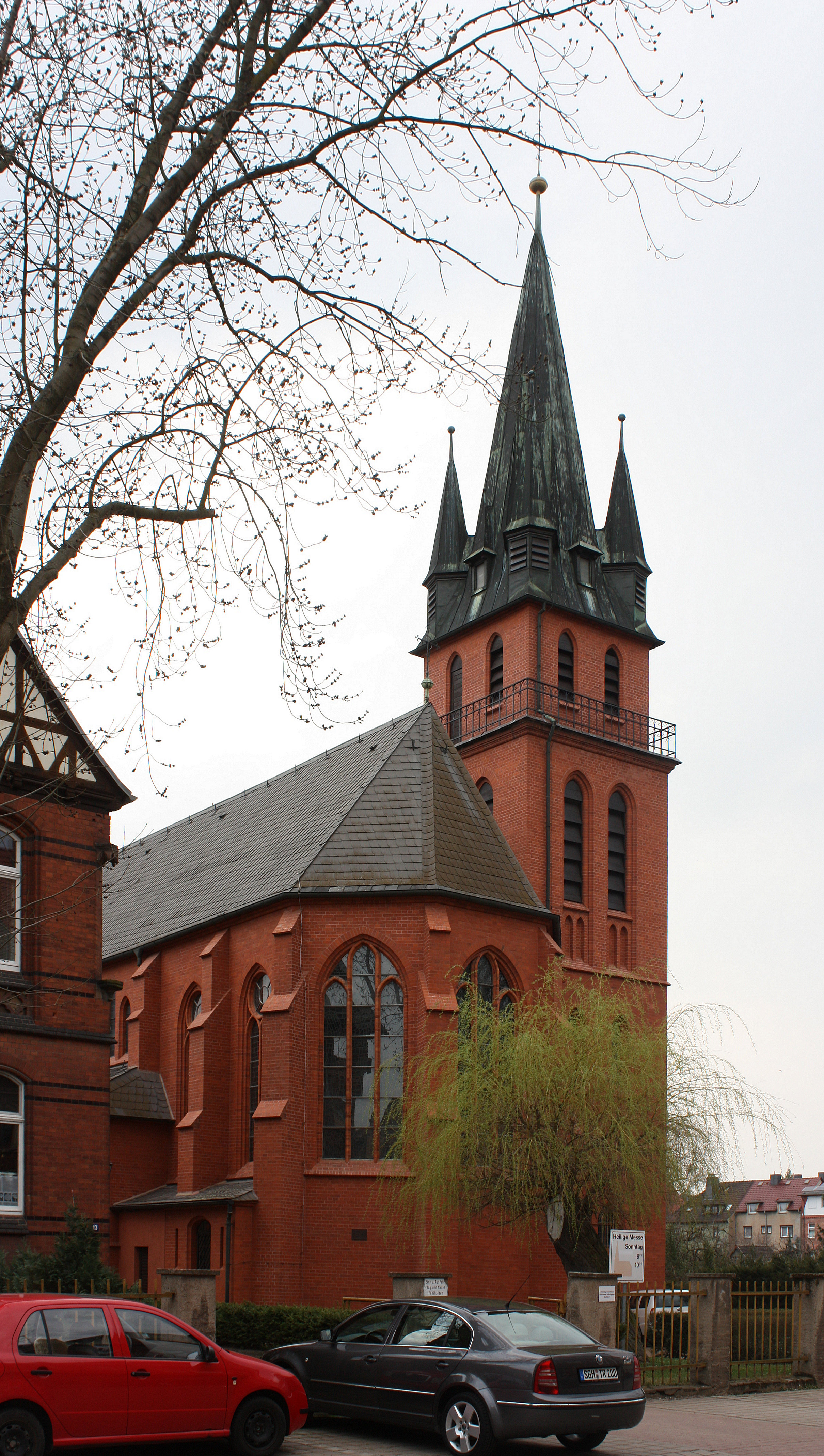
Pfarrhaus (links) und Herz-Jesu-Kirche

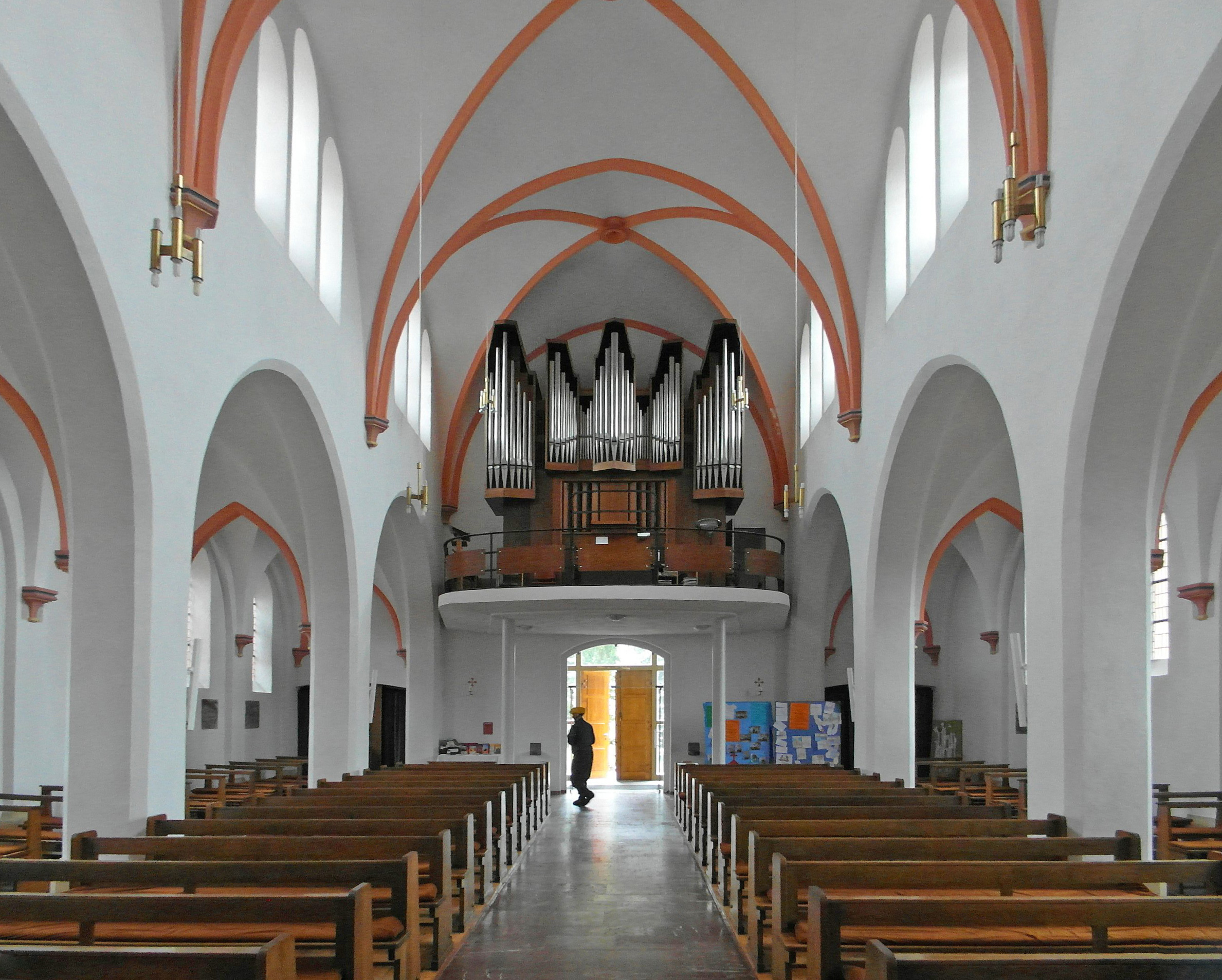
Blick zur Orgelempore

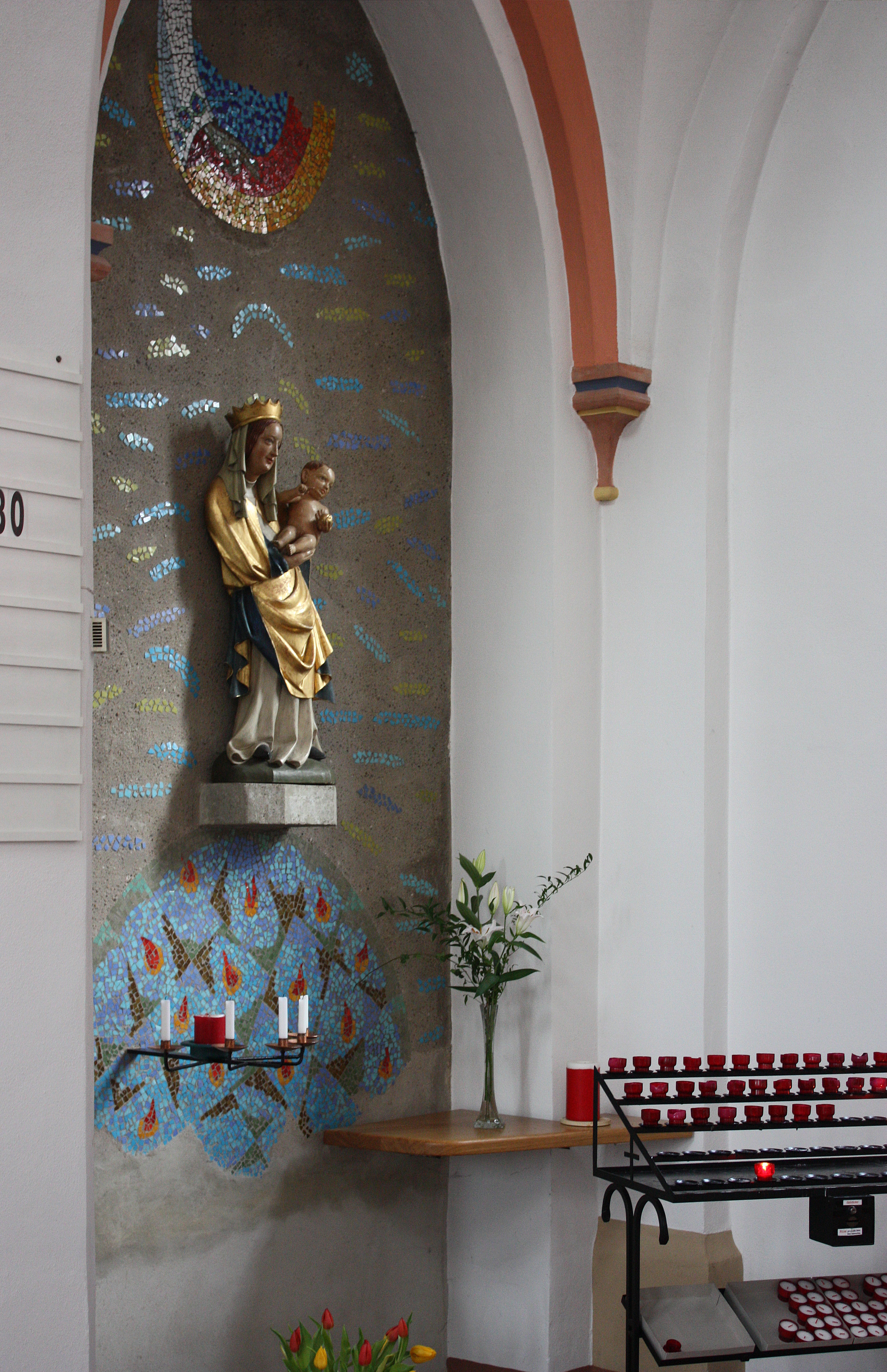
Marienstatue

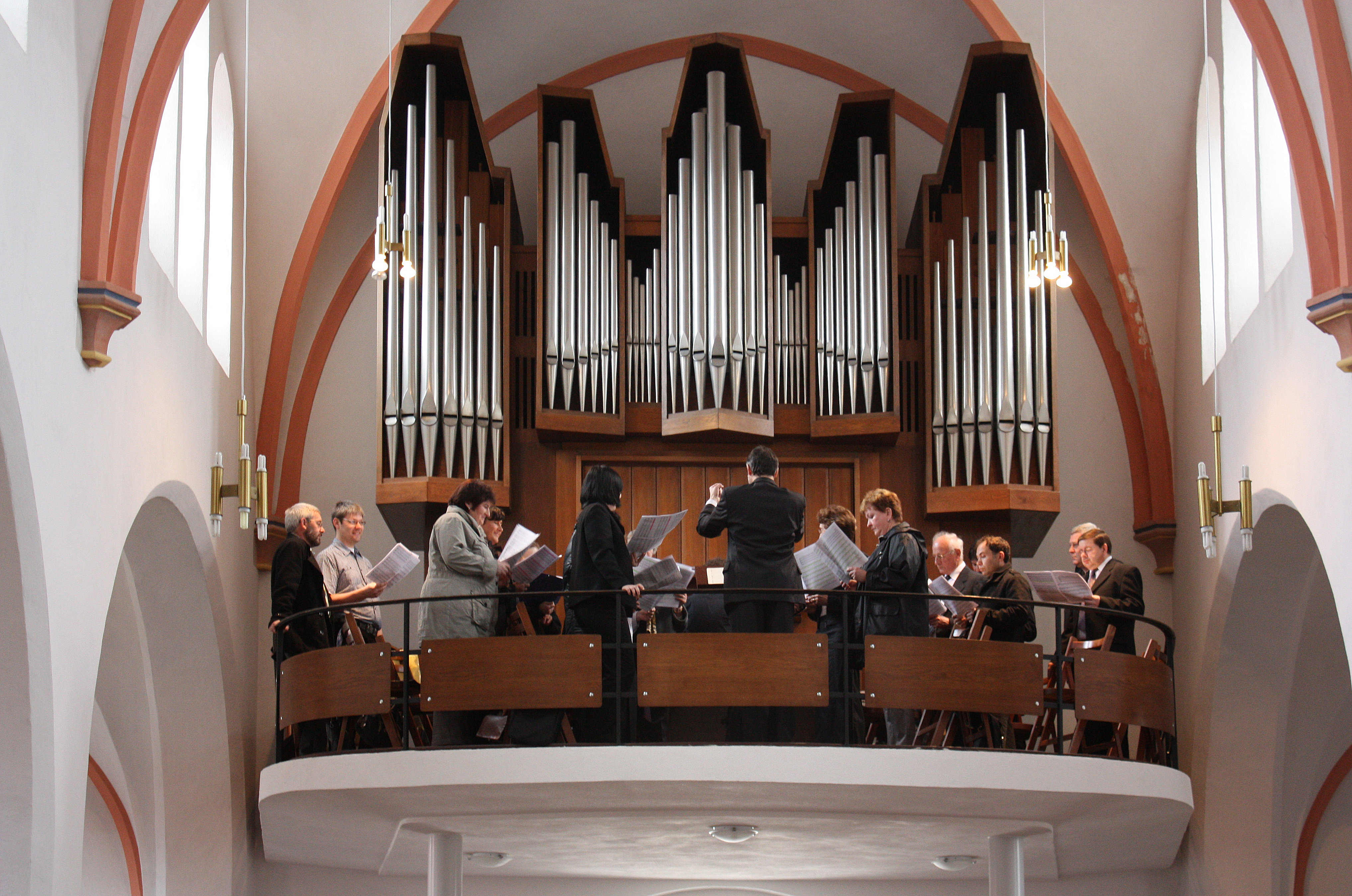
Orgel

Die Herz-Jesu-Kirche steht einige hundert Meter nordwestlich der Stadtmitte von Sangerhausen auf dem Grundstück Mogkstraße 13.
Die Kirche entstand nach Plänen des Diözesanbaumeisters Arnold Güldenpfennig. In ähnlicher Form entstand kurz nach dem Bau der Herz-Jesu-Kirche in Sangerhausen die St.-Maria-Hilf-Kirche in Ottersleben.
Der Kirchturm hat eine Höhe von 34 Meter, gemessen bis zum Turmknauf. Der fast 14 Meter hohe Turmhelm steht auf einem achteckigen Grundriss und besitzt an seinen Ecken fünfseitige Ecktürmchen, zwischen denen kleine Dachgauben angeordnet sind. Das vierte Geschoss ist etwas eingezogen und verfügt über einen umlaufenden Laufgang. Das Erdgeschoss des Turmes beherbergt die Sakristei.
Das Geläut der Herz-Jesu-Kirche besteht aus fünf Glocken. Die kleine Mathildisglocke (165 kg) ist die einzige Glocke aus dem ursprünglichen Geläut der Kirche, sie wurde 1893 von Petit & Gebr. Edelbrock gegossen. Die Michaelsglocke (908 kg), die Glocke des Guten Hirten (680 kg), die Marienglocke (354 kg) und die Juttaglocke (250 kg) wurden 1957 Schilling & Lattermann gegossen.
Die geostete Kirche wird durch das Hauptportal an der Westseite, das 1961 einen Vorbau bekam, erschlossen. Ein Nebeneingang, der noch im Originalzustand erhalten ist, befindet sich auf der Nordseite. Ein außen am Chor stehendes Grabkreuz erinnert an Pfarrer Heinrich Schüth (1893–1946), der von 1935 bis zu seinem Tod am 25. Januar 1946 Pfarrer der Herz-Jesu-Kirche war. Seine Grabstätte befindet sich einige Meter entfernt auf dem Kirchengrundstück.
Das Mittelschiff und der Chor besitzen die gleiche Breite und sind mit Kreuzrippengewölbe versehen. Die Buntglasfenster im Chor schuf Charles Crodel 1961. Das Mittelfenster zeigt das Ostergeschehen, die beiden seitlichen Fenster thematisieren Gründonnerstag und Karfreitag. Das Fenster der seligen Jutta ist ein Werk von Jan Rybacki aus Polen, es wurde Anfang der 1980er Jahre der Pfarrei Sangerhausen geschenkt. Das runde Fenster in der heutigen St.-Jutta-Kapelle ist ein Werk von Charles Crodel, das er 1961 für die damalige Taufkapelle schuf.
Von der ursprünglichen Innenausstattung der Kirche ist außer der Josephsstatue nichts mehr erhalten. Das Hängekreuz über dem Altar schuf Hildegard Hendrichs 1965. Der Taufstein ist ein Werk von Friedrich Schötschel von 1963. Neben der Taufe Jesu ist auf ihm auch die Arche Noah dargestellt. Den Tabernakel schuf der Goldschmiedsmeister Adolf aus Burg (bei Magdeburg) ebenfalls 1963, auf ihm ist Gott im brennenden Dornbusch dargestellt. Werner Nickel schuf die Tabernakelstele, den Ambo und den Altar. Der Kreuzweg wurde von Meinolf Splett 1963 angefertigt. Splett schuf auch das Mosaik am heutigen Standort des Tabernakels im nördlichen Seitenschiff. Die Marienstatue im südlichen Seitenschiff ist eine Kopie einer Modonnenfigur aus Branderoda aus dem 15. Jahrhundert, die 1964 in Erfurt angefertigt und am 1. Mai 1965 in der Herz-Jesu-Kirche in Sangerhausen geweiht wurde. Vor der Statue können Opferkerzen aufgestellt werden.
Die Orgel wurde 1976 erbaut und 2008 neu intoniert. Das vom VEB Potsdamer Schuke-Orgelbau als Opus 463 erbaute Instrument hat heute 22 Register auf zwei Manualwerken und Pedal.

## Seelsorger

### Pfarrer
- Apr 1864 – Mai 1865    Missionspfarrer Julius Albers (1839–1865)
- Mai 1865 – Sep 1889    Missionspfarrer Clemens Josef Bergmann (1839–1922)
- Nov 1889 – Mär 1890    Pfarrverweser Aloys Mühlhaus (1863–1902)
- Aug 1890 – Dez 1897    Missionspfarrer August Borggrefe (1864–1932)
- Dez 1897 – Nov 1898    Missionspfarrer Heinrich Knoche (1860–1924)
- Nov 1898 – Mär 1900    Missionpfarrer Robert Heddergott (1868–1933)
- Mär 1900 – Jan 1909    Pfarrer Robert Heddergott (1868–1933)
- Mär 1909 – Mär 1925    Pfarrer Johannes Schreckenberg (1871–1942)
- Apr 1925 – Sep 1935    Pfarrer Heinrich Konze (1883–1951)
- Okt 1935 – Jan 1946    Pfarrer Heinrich Schüth (1893–1946)
- Mär 1946 – Sep 1955    Pfarrer Heinrich Wessel (1907–1983)
- Nov 1955 – Apr 1982    Pfarrer Theodor Denis (1916–1988)
- Sep 1982 – Aug 2001    Pfarrer Alfred Götz (1934–2001)[7]
- Jan 2004 – Mai 2006    Subsidiar Thomas Thorak
- Sep 2007 – Jul 2012    Kooperator Pfarrer Thomas Fichtner
- Jan 2002 – Nov 2019    Pfarrer Gerald Sommer
- Nov 2019 – Febr 2020   Pfarradministrator Heinrich Werner[8]
- seit Febr 2020         Seelsorger / Geistlicher Moderator Pfarrer Jörg Bahrke

(Quelle:)

### Vikare
- 1952–1956    Gerhard Schober († 2000)
- 1956–1958    Meinolf Habitzky
- 1958–1967    Alfred Götz
- 1962–1966    Paul Christian
- 1966–1971    Lothar Hanke
- 1967–1973    Andreas Eisenmann († 2011)[10]
- 1971–1975    Georg Fritsch (1946–2000)
- 1973–1975    Gerhart Streicher
- 1975–1977    Wolfgang Golla
- 1975–1977    Erwin Willner
- 1978–1984    Norbert Kiesel[11]
- 1984–1988    Bernhard Scholz
- 1988–1990    Heinz Werner
- 1990–1993    Johannes Schelhas[12]
- 1994–1997    Günther Werner
- 1997–(min. Mai 1999) Gerhard Ernst
- Sep 2000 – Jul 2003 Michael Poschlod
- Aug 2004 – Aug 2007 Marco Vogler

(Quelle:)